# Església de Santa Magdalena de Guardiolans
Santa Magdalena de Guardiolans o Gardilans és una església del municipi de Vilada, al Berguedà. La construcció actual és del segle xii amb modificacions als segles XVII, XVIII i XX. És un monument protegit com a bé cultural d'interès local.
Edifici romànic de només una nau, està cobert per una volta de canó, no té absis i està orientada a llevant. Està situat entre antics conreus, als primers replans de la muntanya. L'aparell del mur és força irregular, fet amb pedra de diferents mides i sense cap tipus d'ornamentació. Un campanar d'espadanya de dues obertures corona la façana, orientada a ponent. El cos romànic es conserva amb forces modificacions: a la banda de migjorn hi ha un porxo a l'entrada i un òcul circular sobre la porta, que és moderna, així com un arrebossat que cobreix gran part del murs.

## Descripció
El recinte de l'església està delimitat per un mur perimetral de pedra seca i compren un espai aproximat de 430 m². Mur i església estan construïts amb pedra calcària del país. L'edifici situat a la part nord del recinte a tocar del mur perimetral està obert al sud pel cementiri. El mur exterior de més alçada conservat és d'aproximadament 2 metres i està rematat a l'última filada en rastell (lloses irregulars verticals). El recinte només té una porta d'accés amb reixa moderna i marc de fusta (datat de l'any 1842) cobert per una teuladeta de llosa a doble vessant. A la part nord-oest del recinte, el mur gairebé ha desaparegut i manté només el nivell del marge superior del terreny. El tram sud es conserva en bon estat. El cementiri comprèn una àrea de 110m² aprox. Està travessat per un enllosat modern que porta directament a l'entrada porxada de l'església.
L'entrada situada a migdia està coberta amb un porxo obert per un arc de mig punt. La porta d'entrada és doble, de fusta, i emmarcada per un arc adovellat de migpunt sense cap decoració. La porta manté les aplicacions de ferro forjat sobre la fusta (és un dels principals elements romànics supervivents). Cadascun dels batents de la porta té 3 jocs, format per un parell de cintes estretes i planes, juxtaposades, els extrems de les quals es caragolen vers cantons oposats tot formant unes volutes acabades en una punta plana. Aquests jocs, que tenen la cara ornamentada amb un nervi en ziga-zaga molt poc profund, són clavats a la fusta amb claus. Els elements de ferro han estat col·locats damunt la fusta, una continuació de l'altre, formant una línia recte vertical.
L'edifici té dues obertures més. Un òcul modern a ponent i una petita finestra d'esqueixada simple situada a la sagristia. Des de l'exterior de l'edifici també s'observa una finestra al presbiteri (de doble esqueixada aparentment) actualment tapiada. En alguns altres punts de l'edifici s'observen possibles obertures de l'església, també tapiades que caldria estudiar.
La coberta de l'església és a doble vessant, amb teula àrab i un gran campanar d'espadanya que descansa sobre el mur de ponent. El campanar té dues obertures grans i actualment només conserva una de les dues campanes. La coberta del campanar també és de teula i està rematat per una creu forjada sense ornamentar situada al carener.
La nau és rectangular amb dos cossos adossats al lateral de migjorn, que són el porxo d'entrada i la sagristia. Els dos estan separats entre ells per un espai que anteriorment havia estat cobert per una teulada simple, a diferent nivell, encaixada entre les tres parets i totalment obert per davant. Actualment està desaparegut. L'aparell dels murs és molt irregular, i en alguns punts està cobert per un arrebossat molt rudimentari.
Pel que fa a l'interior de l'edifici, els murs estan arrebossats i pintats; el mur del presbiteri presenta una decoració floral moderna. L'altar és de pedra i el paviment és de cairons. Es tracta d'una església d'una sola nau de tres trams, sense absis, i orientada est-oest. El primer tram corresponent al presbiteri és cobert amb una volta a quatre vents, i els altres dos amb una volta a dues aigües i el campanar. Els dos trams de la nau, estan reforçats per un arc toral al centre. A les parets de la nau també trobem a model de decoració alguns arcs cecs, a l'interior dels quals podem trobar una petita fornícula, que en algun moment devia allotjar alguna imatge religiosa, i un petit armariet, també encastat amb porta de fusta, que actualment s'usa com a urna de donacions. En el tercer tram hi ha situat el cor, d'estructura de fusta, des del qual es pot repicar la campana. Al seu davall també a l'interior d'un arc cec, hi trobem situat el confessionari. A la paret nord també hi ha un banc corregut.

## Història
L'església original era perromànica, doncs és documentada el juliol de l'any 903, amb motiu de la seva consagració. La consagració fou feta pel bisbe Nantígis d'Urgell, a petició d'Egared, que l'havia construïda i l'havia dotat amb alguns béns immobles (un hort, una casa i sis quarteres de terra). El bisbe autoritzà poder-hi celebrar tota mena de culte, però la deixà subjecte a la parroquial de Sant Joan de Vilada. Tot i que l'advocació inicail de l'església fou Santa Maria, el 1001 ja la trobem sota el patronatge de Santa Maria Magdalena.
Santa Magdalena de Guardiolans pertanyia a la jurisdicció del monestir de Sant Pere de la Portella, dalt de la serra de Picancel. El monestir tenia diferents drets dominicals sobre terres de la parròquia de Santa Magdalena. Donacions de l'any 1026, 1036 i 1078 en són testimoni i els topònims de Guardiolans semblen confirmar que aquest lloc pertanyia a la Portella però que el monestir de Santa Maria de Ripoll hi tenia jurisdicció eclesiàstica sobre ell: "Villa Erchilans" i "alou villa Gardilans", "ipsa Closa de Gardilans qui est de Sante Marie riuipollentis". Hi ha notícies referents al mas "El Soler de Santa Magdalena de Gardilans" del 1227 i de l'existència de "Santa Maria de Gardilans" del 1328.
La crisi d'època baixmedieval sembla que va deixar la població de la parròquia de Gardilans molt delmada, però l'església no s'abandonà mai. No és fins a les visites pastorals del segle xvi que es torna a parlar directament de l'església. El 1575 el visitador manà arranjar la teulada, el cementiri i comprar un "cobri altar". La visita de 1587 permet saber que l'església de Gardilans comptava amb un sagristà, però el rector sempre va ser el de Sant Joan de Vilada. Durant els segles xvii i XVIII trobem molts testaments que hi fan deixes, sobretot de veïns de la mateixa parròquia que també demanen ser-hi enterrats. A mitjan segle xx va deixar-s'hi de fer missa amb regularitat.